# Faverolles-la-Campagne
Faverolles-la-Campagne és un municipi francès situat al departament de l'Eure i a la regió de Normandia. L'any 2007 tenia 149 habitants.

## Demografia

### Població
El 2007 la població de fet de Faverolles-la-Campagne era de 149 persones. Hi havia 48 famílies, de les quals 8 eren unipersonals (8 dones vivint soles i 8 dones vivint soles), 16 parelles sense fills i 24 parelles amb fills.
La població ha evolucionat segons el següent gràfic:
Habitants censats

### Habitatges
El 2007 hi havia 63 habitatges, 54 eren l'habitatge principal de la família, 7 eren segones residències i 2 estaven desocupats. Tots els 63 habitatges eren cases. Dels 54 habitatges principals, 44 estaven ocupats pels seus propietaris, 7 estaven llogats i ocupats pels llogaters i 4 estaven cedits a títol gratuït; 8 tenien tres cambres, 15 en tenien quatre i 32 en tenien cinc o més. 49 habitatges disposaven pel capbaix d'una plaça de pàrquing. A 20 habitatges hi havia un automòbil i a 32 n'hi havia dos o més.

### Piràmide de població
La piràmide de població per edats i sexe el 2009 era:
| Homes | Edats   | Dones |
| ----- | ------- | ----- |
| 0     | 95 o +  | 0     |
| 0     | 90 a 94 | 0     |
| 0     | 85 a 89 | 0     |
| 4     | 80 a 84 | 0     |
| 8     | 75 a 79 | 4     |
| 0     | 70 a 74 | 4     |
| 0     | 65 a 69 | 0     |
| 8     | 60 a 64 | 4     |
| 0     | 55 a 59 | 4     |
| 12    | 50 a 54 | 4     |
| 8     | 45 a 49 | 8     |
| 12    | 40 a 44 | 8     |
| 0     | 35 a 39 | 8     |
| 0     | 30 a 34 | 0     |
| 4     | 25 a 29 | 0     |
| 0     | 20 a 24 | 4     |
| 8     | 15 a 19 | 0     |
| 4     | 10 a 14 | 4     |
| 4     | 5 a 9   | 8     |
| 0     | 0 a 4   | 0     |

## Economia
El 2007 la població en edat de treballar era de 105 persones, 84 eren actives i 21 eren inactives. De les 84 persones actives 76 estaven ocupades (38 homes i 38 dones) i 8 estaven aturades (3 homes i 5 dones). De les 21 persones inactives 6 estaven jubilades, 10 estaven estudiant i 5 estaven classificades com a «altres inactius».

### Ingressos
El 2009 a Faverolles-la-Campagne hi havia 56 unitats fiscals que integraven 144 persones, la mediana anual d'ingressos fiscals per persona era de 17.322 €.

### Activitats econòmiques
Dels 7 establiments que hi havia el 2007, 1 era d'una empresa de construcció, 1 d'una empresa immobiliària, 4 d'empreses de serveis i 1 d'una entitat de l'administració pública.
L'únic servei als particulars que hi havia el 2009 era una lampisteria.
L'any 2000 a Faverolles-la-Campagne hi havia 8 explotacions agrícoles que ocupaven un total de 635 hectàrees.

## Equipaments sanitaris i escolars
El 2009 hi havia una escola elemental integrada dins d'un grup escolar amb les comunes properes formant una escola dispersa.

## Poblacions més properes
El següent diagrama mostra les poblacions més properes.